# أنطونيو سيمويس
أنطونيو سيمويس هو مصرفي برتغالي، ولد في 12 مارس 1975.